# Dora Thorne (film 1912)
Dora Thorne è un cortometraggio muto del 1912 diretto da George Nichols.
L'aiuto-regista Lawrence Marston diresse in seguito, nel 1915, un remake del film dallo stesso titolo.

## Produzione
Il film fu prodotto dalla Thanhouser Film Corporation.

## Distribuzione
Distribuito dalla Mutual Film, il film uscì nelle sale cinematografiche USA il 1º maggio 1912.

## Differenti versioni
Il romanzo della scrittrice inglese Bertha M. Clay (pseudonimo di Charlotte Mary Brame 1836-1884) fu portato sullo schermo in differenti versioni cinematografiche. Nella versione del 1915, il regista è Lawrence Marston che era stato aiuto regista di George Nichols in quella del 1912.
- Dora Thorne film della Selig Polyscope con Kathlyn Williams (1910)
- Dora Thorne, regia di George Nichols con Marguerite Snow (1912)
- Dora Thorne, regia di Lawrence Marston con Lionel Barrymore (1915)